# Rasbora caverii
Rasbora caverii is een  straalvinnige vissensoort uit de familie van karpers (Cyprinidae). De wetenschappelijke naam van de soort is voor het eerst geldig gepubliceerd in 1849 door Thomas C. Jerdon.
De soort staat op de Rode Lijst van de IUCN als niet bedreigd, beoordelingsjaar 2011. De omvang van de populatie is volgens de IUCN stabiel.